# Großer Preis von Monaco 2010
Der Große Preis von Monaco 2010 (offiziell Formula 1 Grand Prix de Monaco 2010) fand am 16. Mai auf dem Circuit de Monaco in Monte Carlo statt und war das sechste Rennen der Formel-1-Weltmeisterschaft 2010.

## Berichte

### Hintergrund
Nach dem Großen Preis von Spanien führte Jenson Button in der Fahrerwertung mit drei Punkten vor Fernando Alonso und mit zehn Punkten vor Sebastian Vettel. In der Konstrukteurswertung führte McLaren-Mercedes mit drei Punkten vor Ferrari und mit sechs Punkten vor Red Bull-Renault.
Vitantonio Liuzzi bestritt seinen 50. Grand Prix.
Mit Michael Schumacher (fünfmal), Alonso (zweimal), Jarno Trulli, Lewis Hamilton und Button (jeweils einmal) traten fünf ehemalige Sieger zu diesem Grand Prix an.

### Training
Im ersten freien Training, das in Monaco traditionell am Donnerstag stattfand, fuhr Ferrari-Pilot Alonso die schnellste Runde. Vettel und Robert Kubica belegten die Plätze zwei und drei.
Am Nachmittag im zweiten freien Training behielt Alonso die Führungsposition vor Nico Rosberg und Vettel.
Im dritten freien Training übernahm Kubica die Führung vor Felipe Massa und Mark Webber. Alonso, der in den ersten beiden Trainings die schnellste Runde erzielt hatte, beschädigte sein Auto bei einem Unfall in der Massenet so stark, dass er nicht am Qualifying teilnehmen konnte. Er begann daher das Rennen aus der Boxengasse.

### Qualifying
Das Qualifying bestand aus drei Teilen mit einer Nettolaufzeit von 45 Minuten. Im ersten Qualifying-Segment (Q1) hatten die Fahrer 18 Minuten Zeit, um sich für das Rennen zu qualifizieren. Die besten 17 Fahrer erreichten den nächsten Teil. Im ersten Abschnitt der Qualifikation erzielte Massa die schnellste Runde. Neben Alonso, der nach einem Unfall im Training nicht teilnehmen konnte, schieden die HRT-, Virgin- und Lotus-Piloten aus.
Im zweiten Teil des Qualifyings (Q2) setzte sich Rosberg an die Spitze des Feldes. Die Toro-Rosso- und Sauber-Piloten sowie Witali Petrow, der in der Sainte Devote die Mauer berührte und für eine Gelbphase sorgte, Adrian Sutil und Nico Hülkenberg schieden aus.
Im finalen Abschnitt (Q3) sicherte sich Webber seine vierte Pole-Position vor Kubica und seinem Teamkollegen Vettel.

### Rennen
Beim Start behielt Webber die Führung. Kubica, der vom zweiten Startplatz ins Rennen gegangen war, wurde von Vettel überholt. Ebenfalls gut gestartet war Rubens Barrichello, der von Platz neun auf den sechsten Platz vorgefahren war.
Bereits nach der ersten Runde musste das Safety-Car zum ersten Mal auf die Strecke, da Williams-Pilot Hülkenberg einen Unfall im Tunnel hatte und am Tunnelausgang stehen blieb. Er blieb unverletzt. Die Safety-Car-Phase nutzte Alonso, der, nachdem er das Qualifying wegen eines Unfalls im dritten Training auslassen musste, aus der Boxengasse gestartet war, um seinen Pflichtboxenstopp durchzuführen. In der dritten Runde musste der Führende in der Weltmeisterschaft Button, der nicht gut gestartet war, sein Auto ausgangs der Sainte Devote mit einem überhitzten Motor abstellen. Wie sich herausstellte, hatte ein Mechaniker vergessen die Kühlerabdeckung vor dem Start zu entfernen.
Nachdem Restart des Rennens gab es zunächst keine Positionswechsel. Für Überholmanöver sorgte Alonso, der nach seinem frühen Boxenstopp am Ende des Feldes lag, und zunächst die langsameren Boliden der neuen Teams überholen musste. Nachdem die ersten Piloten ihre Boxenstopps absolviert hatten, befand sich Alonso zwischen Hamilton und Schumacher, der bei seinem Stopp an Barrichello vorbeigegangen war. Rosberg, der hinter Schumacher lag, versuchte mit einem späteren Stopp und schnellen Runden an seinem Teamkollegen vorbeizugehen. Nachdem es erst danach aussah, als dass Rosberg mit seiner Strategie Erfolg haben könnte, schloss er auf den Führenden Webber, der bereits an der Box war und zu dem Zeitpunkt nicht so schnelle Rundenzeiten wie Rosberg erzielte, auf. Nachdem Rosberg seinen Stopp absolviert hatte, platzierte er sich hinter Schumacher zurück auf der Rennstrecke und verlor somit zunächst das teaminterne Mercedes-Duell gegen seinen Teamkollegen.
In der Zwischenzeit hatten beide Sauber- und Virgin-Piloten ihr Rennen beendet. Pedro de la Rosa musste sein Rennen mit einem Hydraulikschaden an der Box aufgeben und sein Teamkollege Kamui Kobayashi war mit einem Getriebeproblem liegen geblieben. Für das Team war es das vierte Rennen bei dem kein Sauber das Ziel erreichte. Auch für Virgin war es das vierte Rennen ohne Zielankunft, da Timo Glock mit einem Aufhängungsschaden und Lucas di Grassi mit einem losen Hinterrad das Rennen aufgeben mussten.
In der 31. Runde musste das Safety Car erneut auf die Strecke, da Barrichello in der Massenet abgeflogen war. Das Feld, das weiterhin von Webber angeführt wurde, rückte somit näher zusammen, allerdings kam es beim Restart zu keinem Positionswechsel. In der 43. Runde musste das Safety Car zum dritten Mal auf die Rennstrecke. Diesmal allerdings nicht wegen eines Unfalls oder liegengeblieben Autos, sondern weil sich ein Gullydeckel in der Massenet gelöst hatte. Beim Restart kam es, wie schon zuvor, zu keinen weiteren Positionswechseln und Webber setzte sich erneut an der Spitze ab.
In der 61. Runde gaben auch Heikki Kovalainen und Bruno Senna das Rennen an der Box auf. In der 74. Runde zu einer Kollision zwischen Trulli und Karun Chandhok. Trulli versuchte in der Rascasse an Chandhok vorbeizugehen und kollidierte dabei mit dem Inder. Trullis Bolide hob ab und kam auf dem HRT-Boliden von Chandhok zum Stehen. Dabei verfehlte der Lotus nur knapp den Kopf von Chandhok. Webber, der kurz davor war die beiden Piloten zu überrunden, erreichte die Unfallstelle als erster und wich den Boliden knapp aus.
Das Safety Car kam anschließend zum vierten Mal auf die Strecke und Petrow gab an der Box auf. Da die Gefahrenstelle bis zum Rennende nicht geräumt werden konnte, entschied man sich das Safety Car bis zum Rennende auf der Strecke zu lassen. Damit das Safety Car nicht mit auf das Zielfoto kam, wurde es am Ende der letzten Runde in die Boxengasse geleitet. Schumacher nutzte die Situation und zog an Alonso vorbei. Allerdings wurde nach Rennende eine Untersuchung gegen Schumacher eingeleitet, da das Überholmanöver in der Safety-Car-Phase stattgefunden hatte. Die Kommissare bestraften den Mercedes-Piloten mit einer Durchfahrtsstrafe, die zum Rennende in eine 20-Sekunden-Zeitstrafe umgewandelt wird. Somit fiel der Deutsche auf den zwölften Platz zurück. Schumacher sah sich in Sicherheit, da grüne Flaggen geschwenkt wurden, die üblicherweise die Strecke wieder freigeben, und sein Team ihm nichts gegenteiliges mitgeteilt hatte. Jedoch wurden die grünen Flaggen beim Rennen nur geschwenkt, da Abschnitt 40.11, der besagt, dass grüne Flaggen geschwenkt werden, sobald das Safety Car an die Box fährt, es vorschrieb, aber dennoch Abschnitt 40.13, der besagt, dass beim Rennende unter Safety-Car-Bedingungen nicht überholt werden darf, angewandt wurde. Die FIA kündigte nach dem Rennen an, die Safety-Car-Regelung eindeutiger zu formulieren. Ironischerweise war Schumachers ehemaliger Rivale Damon Hill bei diesem Rennen als einer von vier Rennkommissaren aktiv.
Webber entschied das Rennen mit einem Start-Ziel-Sieg für sich und musste nur die schnellste Rennrunde an seinen Teamkollegen Vettel, der Zweiter wurde, abgeben. Neben den beiden Red-Bull-Piloten stand Kubica auf dem Podest. Somit verwendeten alle Piloten, die an der Siegerehrung teilnahmen, Motoren von Renault. Die weiteren Punkte gingen an Massa, Hamilton, Alonso, Rosberg, Sutil, Vitantonio Liuzzi und Sébastien Buemi. Alonso gelang es wegen seines frühen Boxenstopps aus der Boxengasse startend auf den sechsten Platz vorzufahren.
Webber übernahm mit dem Sieg die Führung in der Weltmeisterschaft punktgleich vor seinem Teamkollegen Vettel, und auch Red Bull-Renault übernahm mit dem Doppelsieg die Führung der Konstrukteurswertung.

## Meldeliste
| Team                         | Nr. | Fahrer             | Chassis           | Motor                | Reifen |
| ---------------------------- | --- | ------------------ | ----------------- | -------------------- | ------ |
| Vodafone McLaren Mercedes    | 01  | Jenson Button      | McLaren MP4-25    | Mercedes-Benz 2.4 V8 | B      |
| Vodafone McLaren Mercedes    | 02  | Lewis Hamilton     | McLaren MP4-25    | Mercedes-Benz 2.4 V8 | B      |
| Mercedes GP Petronas F1 Team | 03  | Michael Schumacher | Mercedes MGP W01  | Mercedes-Benz 2.4 V8 | B      |
| Mercedes GP Petronas F1 Team | 04  | Nico Rosberg       | Mercedes MGP W01  | Mercedes-Benz 2.4 V8 | B      |
| Red Bull Racing              | 05  | Sebastian Vettel   | Red Bull RB6      | Renault 2.4 V8       | B      |
| Red Bull Racing              | 06  | Mark Webber        | Red Bull RB6      | Renault 2.4 V8       | B      |
| Scuderia Ferrari Marlboro    | 07  | Felipe Massa       | Ferrari F10       | Ferrari 2.4 V8       | B      |
| Scuderia Ferrari Marlboro    | 08  | Fernando Alonso    | Ferrari F10       | Ferrari 2.4 V8       | B      |
| AT&T Williams                | 09  | Rubens Barrichello | Williams FW32     | Cosworth 2.4 V8      | B      |
| AT&T Williams                | 10  | Nico Hülkenberg    | Williams FW32     | Cosworth 2.4 V8      | B      |
| Renault F1 Team              | 11  | Robert Kubica      | Renault R30       | Renault 2.4 V8       | B      |
| Renault F1 Team              | 12  | Witali Petrow      | Renault R30       | Renault 2.4 V8       | B      |
| Force India F1 Team          | 14  | Adrian Sutil       | Force India VJM03 | Mercedes-Benz 2.4 V8 | B      |
| Force India F1 Team          | 15  | Vitantonio Liuzzi  | Force India VJM03 | Mercedes-Benz 2.4 V8 | B      |
| Scuderia Toro Rosso          | 16  | Sébastien Buemi    | Toro Rosso STR5   | Ferrari 2.4 V8       | B      |
| Scuderia Toro Rosso          | 17  | Jaime Alguersuari  | Toro Rosso STR5   | Ferrari 2.4 V8       | B      |
| Lotus Racing                 | 18  | Jarno Trulli       | Lotus T127        | Cosworth 2.4 V8      | B      |
| Lotus Racing                 | 19  | Heikki Kovalainen  | Lotus T127        | Cosworth 2.4 V8      | B      |
| HRT F1 Team                  | 20  | Karun Chandhok     | HRT F110          | Cosworth 2.4 V8      | B      |
| HRT F1 Team                  | 21  | Bruno Senna        | HRT F110          | Cosworth 2.4 V8      | B      |
| BMW Sauber F1 Team           | 22  | Pedro de la Rosa   | Sauber C29        | Ferrari 2.4 V8       | B      |
| BMW Sauber F1 Team           | 23  | Kamui Kobayashi    | Sauber C29        | Ferrari 2.4 V8       | B      |
| Virgin Racing                | 24  | Timo Glock         | Virgin VR-01      | Cosworth 2.4 V8      | B      |
| Virgin Racing                | 25  | Lucas di Grassi    | Virgin VR-01      | Cosworth 2.4 V8      | B      |

## Klassifikationen

### Qualifying
| Pos. | Fahrer             | Konstrukteur         | Q1         | Q2       | Q3       | Start |
| ---- | ------------------ | -------------------- | ---------- | -------- | -------- | ----- |
| 01   | Mark Webber        | Red Bull-Renault     | 1:15,035   | 1:14,462 | 1:13,826 | 01    |
| 02   | Robert Kubica      | Renault              | 1:15,045   | 1:14,549 | 1:14,120 | 02    |
| 03   | Sebastian Vettel   | Red Bull-Renault     | 1:15,110   | 1:14,568 | 1:14,227 | 03    |
| 04   | Felipe Massa       | Ferrari              | 1:14,757   | 1:14,405 | 1:14,283 | 04    |
| 05   | Lewis Hamilton     | McLaren-Mercedes     | 1:15,676   | 1:14,527 | 1:14,432 | 05    |
| 06   | Nico Rosberg       | Mercedes             | 1:15,188   | 1:14,375 | 1:14,544 | 06    |
| 07   | Michael Schumacher | Mercedes             | 1:15,649   | 1:14,691 | 1:14,590 | 07    |
| 08   | Jenson Button      | McLaren-Mercedes     | 1:15,623   | 1:15,150 | 1:14,637 | 08    |
| 09   | Rubens Barrichello | Williams-Cosworth    | 1:15,590   | 1:15,083 | 1:14,901 | 09    |
| 10   | Vitantonio Liuzzi  | Force India-Mercedes | 1:15,397   | 1:15,061 | 1:15,170 | 10    |
| 11   | Nico Hülkenberg    | Williams-Cosworth    | 1:16,030   | 1:15,317 | –        | 11    |
| 12   | Adrian Sutil       | Force India-Mercedes | 1:15,445   | 1:15,318 | –        | 12    |
| 13   | Sébastien Buemi    | Toro Rosso-Ferrari   | 1:15,961   | 1:15,413 | –        | 13    |
| 14   | Witali Petrow      | Renault              | 1:15,482   | 1:15,576 | –        | 14    |
| 15   | Pedro de la Rosa   | Sauber-Ferrari       | 1:15,908   | 1:15,692 | –        | 15    |
| 16   | Kamui Kobayashi    | Sauber-Ferrari       | 1:16,175   | 1:15,992 | –        | 16    |
| 17   | Jaime Alguersuari  | Toro Rosso-Ferrari   | 1:16,021   | 1:16,176 | –        | 17    |
| 18   | Heikki Kovalainen  | Lotus-Cosworth       | 1:17,094   | –        | –        | 18    |
| 19   | Jarno Trulli       | Lotus-Cosworth       | 1:17,134   | –        | –        | 19    |
| 20   | Timo Glock         | Virgin-Cosworth      | 1:17,377   | –        | –        | 20    |
| 21   | Lucas di Grassi    | Virgin-Cosworth      | 1:17,864   | –        | –        | 21    |
| 22   | Bruno Senna        | HRT-Cosworth         | 1:18,509   | –        | –        | 22    |
| 23   | Karun Chandhok     | HRT-Cosworth         | 1:19,559   | –        | –        | 23    |
| 24   | Fernando Alonso    | Ferrari              | keine Zeit | –        | –        | Box   |

Anmerkungen
1. ↑  Alonso konnte aufgrund eines Unfalls im Training nicht am Qualifying teilnehmen und musste aus der Boxengasse starten.

### Rennen
| Pos. | Fahrer             | Konstrukteur         | Runden | Stopps | Zeit        | Start | Schnellste Runde |
| ---- | ------------------ | -------------------- | ------ | ------ | ----------- | ----- | ---------------- |
| 01   | Mark Webber        | Red Bull-Renault     | 78     | 1      | 1:50:13,355 | 01    | 1:15,318 (63.)   |
| 02   | Sebastian Vettel   | Red Bull-Renault     | 78     | 1      | + 0,448     | 03    | 1:15,192 (71.)   |
| 03   | Robert Kubica      | Renault              | 78     | 1      | + 1,675     | 02    | 1:15,353 (72.)   |
| 04   | Felipe Massa       | Ferrari              | 78     | 1      | + 2,666     | 04    | 1:15,503 (68.)   |
| 05   | Lewis Hamilton     | McLaren-Mercedes     | 78     | 1      | + 4,363     | 05    | 1:16,219 (68.)   |
| 06   | Fernando Alonso    | Ferrari              | 78     | 1      | + 6,341     | Box   | 1:15,905 (73.)   |
| 07   | Nico Rosberg       | Mercedes             | 78     | 1      | + 6,651     | 06    | 1:15,959 (65.)   |
| 08   | Adrian Sutil       | Force India-Mercedes | 78     | 1      | + 6,970     | 12    | 1:15,963 (72.)   |
| 09   | Vitantonio Liuzzi  | Force India-Mercedes | 78     | 1      | + 7,305     | 10    | 1:16,142 (72.)   |
| 10   | Sébastien Buemi    | Toro Rosso-Ferrari   | 78     | 1      | + 8,199     | 13    | 1:16,493 (68.)   |
| 11   | Jaime Alguersuari  | Toro Rosso-Ferrari   | 78     | 1      | + 9,135     | 17    | 1:16,381 (73.)   |
| 12   | Michael Schumacher | Mercedes             | 78     | 1      | + 25,712    | 07    | 1:15,580 (71.)   |
| 13   | Witali Petrow      | Renault              | 73     | 2      | + 5 Runden  | 14    | 1:16,405 (60.)   |
| 14   | Karun Chandhok     | HRT-Cosworth         | 70     | 1      | + 8 Runden  | 23    | 1:19,553 (69.)   |
| 15   | Jarno Trulli       | Lotus-Cosworth       | 70     | 1      | + 8 Runden  | 19    | 1:19,340 (69.)   |
| –    | Heikki Kovalainen  | Lotus-Cosworth       | 58     | 1      | DNF         | 18    | 1:18,401 (57.)   |
| –    | Bruno Senna        | HRT-Cosworth         | 58     | 1      | DNF         | 22    | 1:20,130 (58.)   |
| –    | Rubens Barrichello | Williams-Cosworth    | 30     | 1      | DNF         | 09    | 1:19,074 (22.)   |
| –    | Kamui Kobayashi    | Sauber-Ferrari       | 26     | 0      | DNF         | 16    | 1:18,775 (24.)   |
| –    | Lucas di Grassi    | Virgin-Cosworth      | 25     | 1      | DNF         | 21    | 1:22,255 (19.)   |
| –    | Timo Glock         | Virgin-Cosworth      | 22     | 0      | DNF         | 20    | 1:20,775 (11.)   |
| –    | Pedro de la Rosa   | Sauber-Ferrari       | 21     | 0      | DNF         | 15    | 1:19,270 (21.)   |
| –    | Jenson Button      | McLaren-Mercedes     | 2      | 0      | DNF         | 08    | 2:14,285 (02.)   |
| –    | Nico Hülkenberg    | Williams-Cosworth    | 0      | 0      | DNF         | 11    | –                |

Anmerkungen
1. ↑  Schumacher erhielt nachträglich eine 20-Sekunden-Zeitstrafe und fiel vom sechsten auf den zwölften Platz zurück.

## WM-Stände nach dem Rennen
Die ersten zehn des Rennens bekamen 25, 18, 15, 12, 10, 8, 6, 4, 2 bzw. 1 Punkt(e).

### Fahrerwertung
| Pos. | Fahrer             | Konstrukteur         | Punkte |
| ---- | ------------------ | -------------------- | ------ |
| 01   | Mark Webber        | Red Bull-Renault     | 78     |
| 02   | Sebastian Vettel   | Red Bull-Renault     | 78     |
| 03   | Fernando Alonso    | Ferrari              | 75     |
| 04   | Jenson Button      | McLaren-Mercedes     | 70     |
| 05   | Felipe Massa       | Ferrari              | 61     |
| 06   | Robert Kubica      | Renault              | 59     |
| 07   | Lewis Hamilton     | McLaren-Mercedes     | 59     |
| 08   | Nico Rosberg       | Mercedes             | 56     |
| 09   | Michael Schumacher | Mercedes             | 22     |
| 10   | Adrian Sutil       | Force India-Mercedes | 20     |
| 11   | Vitantonio Liuzzi  | Force India-Mercedes | 10     |
| 12   | Rubens Barrichello | Williams-Cosworth    | 7      |

| Pos. | Fahrer            | Konstrukteur       | Punkte |
| ---- | ----------------- | ------------------ | ------ |
| 13   | Witali Petrow     | Renault            | 6      |
| 14   | Jaime Alguersuari | Toro Rosso-Ferrari | 3      |
| 15   | Sébastien Buemi   | Toro Rosso-Ferrari | 1      |
| 16   | Nico Hülkenberg   | Williams-Cosworth  | 1      |
| 17   | Pedro de la Rosa  | Sauber-Ferrari     | 0      |
| 18   | Kamui Kobayashi   | Sauber-Ferrari     | 0      |
| 19   | Heikki Kovalainen | Lotus-Cosworth     | 0      |
| 20   | Karun Chandhok    | HRT-Cosworth       | 0      |
| 21   | Lucas di Grassi   | Virgin-Cosworth    | 0      |
| 22   | Jarno Trulli      | Lotus-Cosworth     | 0      |
| 23   | Bruno Senna       | HRT-Cosworth       | 0      |
| 24   | Timo Glock        | Virgin-Cosworth    | 0      |

### Konstrukteurswertung
| Pos. | Konstrukteur         | Punkte |
| ---- | -------------------- | ------ |
| 01   | Red Bull-Renault     | 156    |
| 02   | Ferrari              | 136    |
| 03   | McLaren-Mercedes     | 129    |
| 04   | Mercedes             | 78     |
| 05   | Renault              | 65     |
| 06   | Force India-Mercedes | 30     |

| Pos. | Konstrukteur       | Punkte |
| ---- | ------------------ | ------ |
| 07   | Williams-Cosworth  | 8      |
| 08   | Toro Rosso-Ferrari | 4      |
| 09   | Sauber-Ferrari     | 0      |
| 10   | Lotus-Cosworth     | 0      |
| 11   | HRT-Cosworth       | 0      |
| 12   | Virgin-Cosworth    | 0      |